# Parascotia fuliginaria
Inégale
Espèce
Synonymes
- Boletobia carbonaria (Denis & Schiffermüller, 1775)
- Geometra carbonaria (Denis & Schiffermüller, 1775)
- Phalaena fuliginaria (Linnaeus, 1761)

Parascotia fuliginaria, communément appelé l’Inégale, est une espèce de Lépidoptères nocturnes de la famille des Erebidae, de la sous-famille des Boletobiinae.

## Description
Cette espèce est caractérisée par « une couleur de fond du dessus des ailes brun-noir densément saupoudré d'écailles jaunâtres » ainsi qu'une apparence générale rappelant celle des espèces de la famille des Geometridae. Elle se différencie de la Petite Inégale (Parascotia nisseni) par sa couleur plus foncée et son envergure plus grande, allant de 18 à 28 mm,.

## Distribution
Cette espèce est présente au travers de l'Europe jusqu'en Asie mineure, plus particulièrement en Europe centrale et en Scandinavie. Elle est aussi présente en Europe du Sud, où elle est généralement rencontrée dans les vallées des massifs montagneux. On retrouve cette espèce en France, excepté en Corse, elle semblerait être plus rare dans les régions à climat méditerranéen. Parascotia fuliginaria a été introduite aux États-Unis.

## Biologie
Ce papillon vole en France de mai à septembre, la chenille se nourrit de différents champignons tels que Trametes versicolor, Stereum hirsitum, Piptoporus betulinus ainsi que de divers lichens poussant sur les troncs d'arbres,.

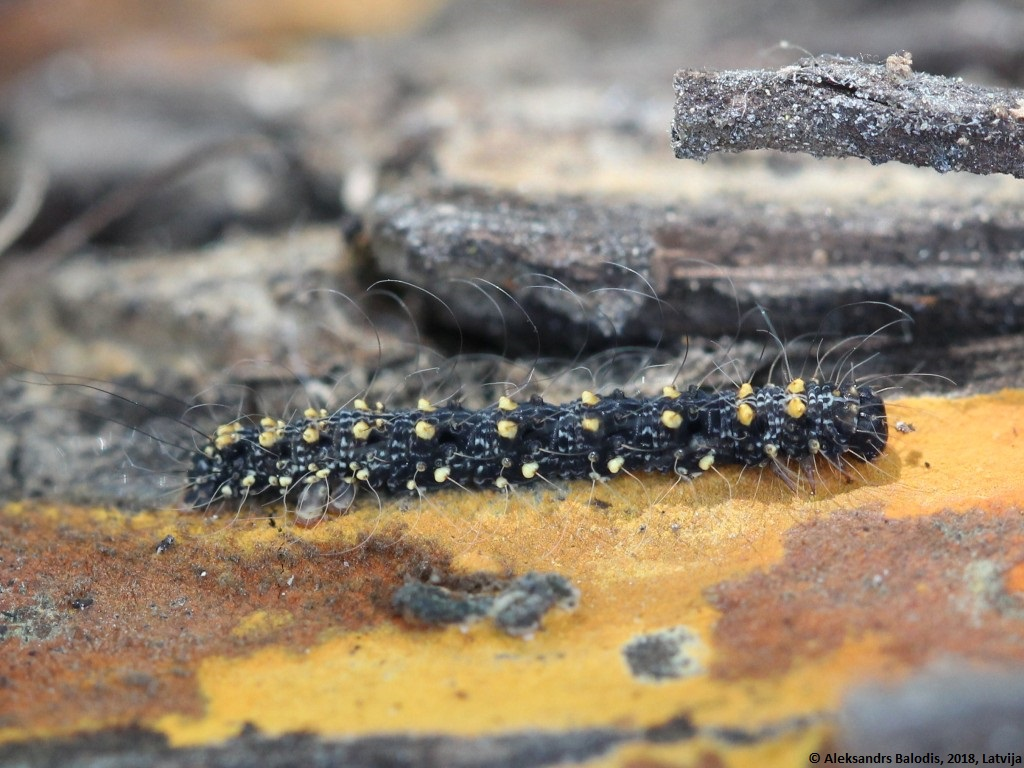
Chenille de Parascotia fuliginaria.

## Systématique
Le nom valide complet (avec auteur) de ce taxon est Parascotia fuliginaria (Linnaeus, 1761).
L'espèce a été initialement classée dans le genre Phalaena sous le protonyme Phalaena fuliginaria Linnaeus, 1761.
Ce taxon porte en français les noms vernaculaires ou normalisés suivants : Inégale.
Parascotia fuliginaria a pour synonymes :
- Boletobia carbonaria (Denis & Schiffermüller, 1775)
- Boletobia robiginosa Staudinger, 1892
- Geometra carbonaria Denis & Schiffermüller, 1775
- Parascotia carbonaria (Denis & Schiffermüller), 1775
- Parascotia flava Hormuzak
- Parascotia lignaria Fabricius, 1794
- Parascotia lunulata Fabricius, 1794
- Parascotia magna Diószeghy, 1930
- Parascotia mineta Franclemont, 1985
- Parascotia nigra Lempke, 1966
- Parascotia sachalinensis Matsumura, 1925
- Parascotia variegata Lempke, 1949
- Phalaena fuliginaria Linnaeus, 1761